# Abu Zajd Mihriz
Muhammad Abu Zajd Mihriz (arab. محمد أبوزيد محرز) – egipski zapaśnik walczący w obu stylach. Srebrny i brązowy medalista mistrzostw Afryki w 1981. Czwarty i siódmy na igrzyskach śródziemnomorskich w 1975 roku.